# Hydrophis hardwickii
Espèce
Synonymes
- Lapemis hardwickii Gray, 1834

Hydrophis hardwickii est une espèce de serpents de la famille des Elapidae.

## Répartition
Cette espèce marine se rencontre dans l'est de l'océan Indien et l'Ouest du océan Pacifique dans les eaux de l'Inde, du Sri Lanka, de la Birmanie, de la Thaïlande, de la Malaisie, du Viêt Nam, de la Chine, de Taïwan, du Japon, des Philippines, de l'Indonésie, de la Papouasie-Nouvelle-Guinée et du nord de l'Australie.

## Description

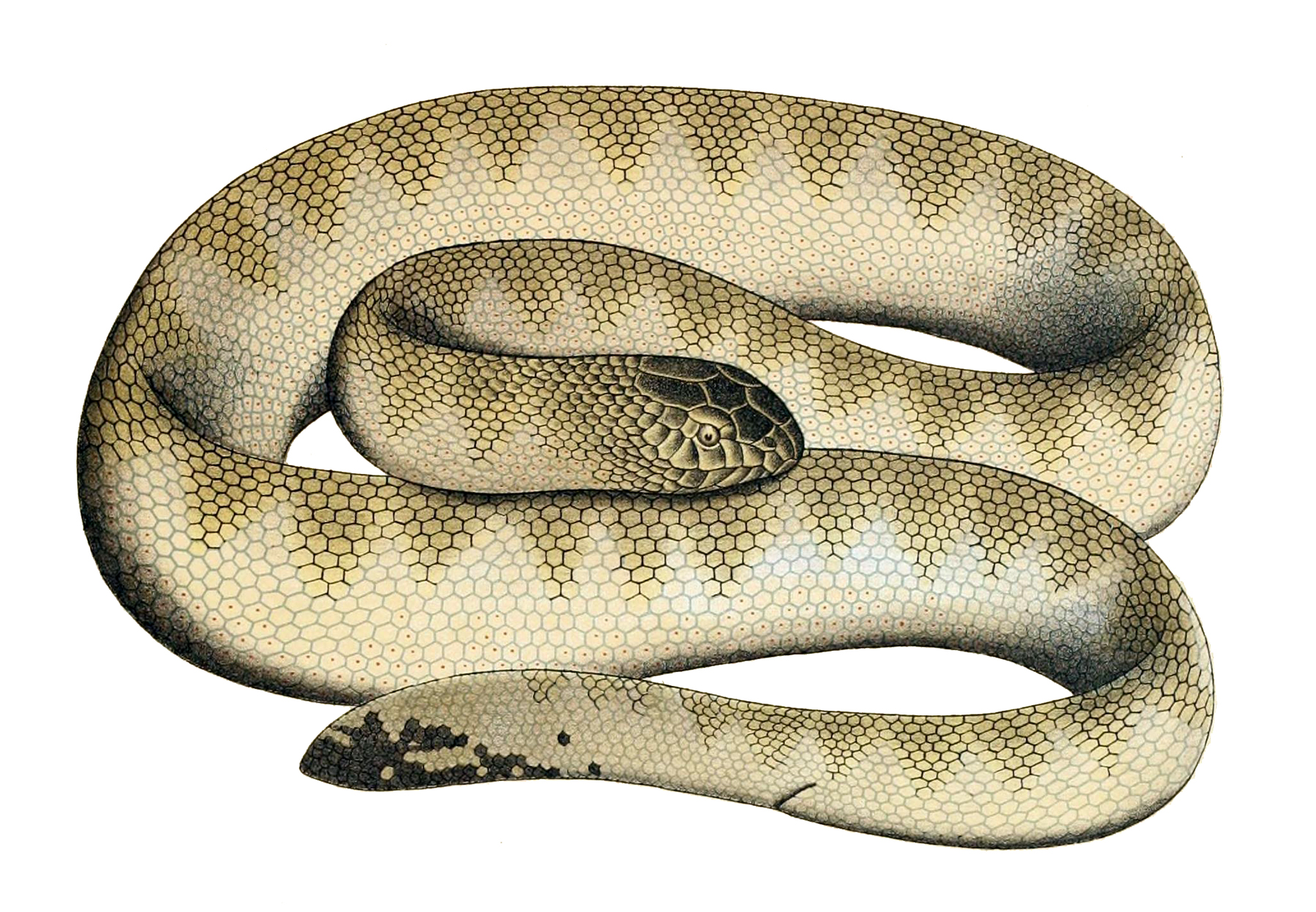
Hydrophis hardwickii

C'est un serpent marin venimeux et vivipare.

## Étymologie
Cette espèce est nommée en l'honneur de Thomas Hardwicke.

## Publication originale
- Gray, 1834 : Illustrations of Indian Zoology, chiefly selected from the collection of Major-General Hardwicke. vol. 2, p. 1-263 (texte intégral).